# Rhynchospora trispicata
Rhynchospora trispicata är en halvgräsart som först beskrevs av Christian Gottfried Daniel Nees von Esenbeck, och fick sitt nu gällande namn av Heinrich Adolph Schrader och Ernst Gottlieb von Steudel. Rhynchospora trispicata ingår i släktet småag, och familjen halvgräs. Inga underarter finns listade i Catalogue of Life.